# 敦賀藩
敦賀藩（日语：／ Tsuruga han */?）是日本江戶時代位於越前國敦賀郡（福井縣敦賀市）一帶的藩領，藩廳位於敦賀城，別稱鞠山藩。豐臣政權時代為蜂屋氏及大谷氏的領地，之後為松平氏，曾一度成為小濱藩的領地最終成為酒井氏統治。

## 歷代藩主

### 蜂屋家
5万石。（1583年-1589年）
1. 蜂屋賴隆

### 大谷家
5万石。（1589年-1600年）
1. 大谷吉繼

### 松平（越前）家
68万石。（親藩）（1600年-1615年）
1. 結城秀康
2. 松平忠直

### 酒井家
1万石。（譜代）（1682年-1871年）
1. 酒井忠稠
2. 酒井忠菊
3. 酒井忠武
4. 酒井忠香
5. 酒井忠言
6. 酒井忠蓋
7. 酒井忠眦
8. 酒井忠經